# Micropholidae
De Micropholidae zijn een groep uitgestorven temnospondyle Batrachomorpha (basale 'amfibieën'), behorend tot de Dissorophoidea. Ze leefden tussen het Vroeg-Perm en het Vroeg-Trias (Sakmarien - Indien, ongeveer 290 - 250 miljoen jaar geleden) en hun fossiele overblijfselen zijn gevonden in Zuid-Afrika en Noord-Amerika.

## Beschrijving
Deze vormen waren klein van formaat en werden geen halve meter lang. De schedel was groot en bijna afgerond van vorm, met grote oogkassen en een korte snuit. Micropholidae werden onderscheiden van andere soortgelijke dieren zoals Amphibamidae door de aanwezigheid van twee extra slagtanden op het ploegschaarbeen, gepositioneerd achter de centrale holte van het ploegschaarbeen zelf; er was ook een postpariëtaal bot dat vier keer zo lang was en een verhemeltebeen dat langs de interpterigoïdale opening liep over bijna de gehele lengte van de buitenrand. Tenslotte was de snuit veel korter dan die van de amphibamiden. Sommige Micropholidae hadden tanden met twee knobbels (bijvoorbeeld Micropholis), andere hadden scherpe tanden met één knobbel (zoals Pasawioops).

## Classificatie
De familie Micropholidae werd in 1919 opgericht door D.M.S. Watson om plaats te bieden aan het geslacht Micropholis uit het Trias. Vervolgens werden andere geslachten zoals Lapillopsis toegekend aan deze familie, maar later bepaalden andere studies dat Lapillopsis en zijn verwanten alleen leken op Micropholis als gevolg van evolutionaire convergentie, en werden toegeschreven aan een familie van afzonderlijke Temnospondyli, de Lapillopsidae. De familie Micropholidae werd later opgenomen in de Amphibamidae, maar een daaropvolgende studie door Rainer Schoch (2019) toonde aan dat de Amphibamidae dan een parafyletische groep waren; het was daarom noodzakelijk om de familie te herzien.
Micropholidae zijn een familie van dissorofoïden, een groep temnospondylen waartoe waarschijnlijk ook hun mogelijke voorouders (zoals Gerobatrachus en amfibieën) behoren. Volgens Schoch zou deze familie meer plesiomorf kunnen zijn dan de eigenlijke Amphibamidae en de Branchiosauridae. Naast Micropholis worden Tersomius, Pasawioops en waarschijnlijk ook Rubeostratilia en Plemmyradytes aan deze familie toegekend; het is mogelijk dat het geslacht Eoscopus een voorouder is van deze familie.